# Vegyes 4 × 100 méteres vegyes váltó a 2017-es úszó-világbajnokságon
A 2017-es úszó-világbajnokságon a vegyes 4 × 100 méteres vegyes váltó versenyszámának döntőjét Budapesten rendezték, a Duna Arénában. A győztes az Egyesült Államok váltója lett.